# Rhabdophis conspicillatus
Rhabdophis conspicillatus е вид змия от семейство Смокообразни (Colubridae). Видът не е застрашен от изчезване.

## Разпространение
Разпространен е в Индонезия (Калимантан и Суматра) и Малайзия (Западна Малайзия, Сабах и Саравак).